# Joaquín Rosselló i Ferrà
Joaquín Rosselló y Ferrà (Palma de Mallorca, 28 de junio de 1833-Monasterio de la Real, Mallorca, 20 de diciembre de 1909) fue un sacerdote español, fundador de la Congregación de los Misioneros de los Sagrados Corazones de Jesús y María de Mallorca.

## Biografía
Joaquín Rosselló nació en Palma de Mallorca en 1833, en el seno de una familia piadosa. Sus padres, Gabriel Rosselló y Maria Anna Ferrà, eran sirvientes de la noble familia Gual de Torrella. Bajo la influencia del religioso jesuita Gregorio Trigueros, decidió hacerse sacerdote. Estudió en el seminario de Mallorca y fue ordenado presbítero en 1858. Ingresó en la Congregación del Oratorio de San Felipe Neri en 1864, pero, en 1890 se retiró a hacer vida contemplativa en la ermita de San Honorato, en los montes de Randa. Pronto, la ermita se convirtió en casa de retiro para ejercicios espirituales. Con un grupo de sacerdotes que se reunieron en torno a él, Rosselló dio inicio a una asociación de sacerdotes dedicados a la propagación del culto de los Sagrados Corazones de Jesús y María, a través de los ejercicios espirituales y la pastoral parroquial, con un estilo de vida semicontemplantiva.
Con el impulso del obispo de Mallorca, Jacinto María Cervera y Cervera, Joaquín fundó a partir de su asociación, el 17 de agosto de 1890, la Congregación de los Misioneros de los Sagrados Corazones de Jesús y María. Al año siguiente, al nuevo instituto le fue confiado el Santuario de Lluc, donde se instaló la sede central. Allí residió el fundador hasta el 1906, año en el que se trasladó a fundar una nueva comunidad en el antiguo Monasterio de la Real, entonces abandonado. Más tarde fundó la casa de San Cayetano de Palma.
Rosselló murió en 1909 y fue enterrado en el cementerio de Palma. Su cuerpo fue trasladado después a la iglesia de los Sagrados Corazones. Tiene incoado el proceso de la beatificación, desde 1934. Fue declarado venerable por el papa Francisco el 2 de mayo de 2013.